# Aegomorphus antonkozlovi
Aegomorphus antonkozlovi es una especie de escarabajo longicornio del género Aegomorphus,  subfamilia Lamiinae. Fue descrita científicamente por Santos-Silva, Nacsimento & Silva Júnior en 2020.
Se distribuye por América del Sur, en Perú. Mide 10,95-14,65 milímetros de longitud.